# Mailson Lima
Mailson Lima Duarte Lopes (sinh ngày 29 tháng 5 năm 1994) là một cầu thủ bóng đá người Hà Lan thi đấu cho câu lạc bộ România Viitorul Constanța ở vị trí tiền đạo chạy cánh.

## Sự nghiệp câu lạc bộ
Mailson ra mắt tại Eerste Divisie cho Fortuna Sittard vào ngày 28 tháng 4 năm 2017 trong trận đấu trước RKC Waalwijk.
Vào tháng 1 năm 2018, sau khoảng thời gian ngắn với Dordrecht nơi anh thi đấu 16 trận và ghi 5 bàn, Mailson ký hợp đồng 1,5 năm với điều khoản thêm 2 năm nữa với đội bóng România Viitorul Constanța.

## Đời sống cá nhân
Anh là anh trai của Ronaldo Lima Duarte Lopes.